# Wang Ching-feng
Wang Ching-feng (ur. 1 stycznia 1952) – tajwańska prawniczka i polityk.
Pochodzi z Tainanu. Ukończyła studia prawnicze na Narodowym Uniwersytecie Chengchi. Jako prawnik broniła praw kobiet, działając na rzecz ofiar prostytucji, gwałtów i prostytucji dziecięcej. W latach 1993–1995 była członkiem Yuanu Kontrolnego. W wyborach prezydenckich w 1996 roku bezskutecznie ubiegała się u boku Chen Li-ana o urząd wiceprezydenta Republiki Chińskiej.
W 2004 roku została powołana na członka i rzecznika parlamentarnej komisji śledczej badającej sprawę próby zamachu w trakcie kampanii wyborczej na ubiegającego się o reelekcję prezydenta Chen Shui-biana, zdaniem opozycji sfingowanej w celu zyskania większego poparcia.
W 2008 roku objęła urząd ministra sprawiedliwości. W marcu 2010 roku zapowiedziała zniesienie na Tajwanie kary śmierci. Deklaracja ta wywołała społeczne wzburzenie i masowe protesty, na skutek których Wang podała się do dymisji, przyjętej przez prezydenta Ma Ying-jeou.